# Penguin Bay
Die Penguin Bay (englisch für Pinguinbucht) ist eine kleine, von Kelp bewachsene Bucht an der Nordküste Südgeorgiens. Sie liegt unmittelbar südöstlich des Ocean Harbour auf der Ostseite der Barff-Halbinsel.
Der Name der Bucht ist erstmals auf einer Landkarte der britischen Admiralität aus dem Jahr 1929 verzeichnet.